# Il pazzo, lo zingaro ed altri amici
Il pazzo, lo zingaro ed altri amici è un album del cantautore italiano Franco Simone e Daniele Azzolin pubblicato dall'etichetta discografica Targa nel 1986.
L'album è prodotto da Mario Rapallo, mentre gli arrangiamenti sono curati da Pinuccio Pirazzoli. I brani sono composti dall'interprete con la collaborazione di altri autori.
Il brano Gli uomini era già stato pubblicato come singolo l'anno prima.

## Tracce

### Lato A
1. Luna, tu lo sai
2. Viva settembre
3. Confesso che ho amato
4. Gli uomini
5. Sonata alla luna

### Lato B
1. Universo
2. Quaderni
3. Voci di amici
4. Piazza delle Stelle
5. Positano

## Formazione
- Franco Simone – voce
- Pinuccio Pirazzoli – tastiera
- Stefano Previsti – sequencer, programmazione
- Ronnie Jackson – chitarra
- Walter Savelli – tastiera
- Gigi Cappellotto – basso
- Ellade Bandini – batteria
- Giorgio Cocilovo – chitarra
- Carlo Gargioni – pianoforte
- Claudio Tuma – chitarra
- Vito Castelmezzano – tastiera
- Maurizio Preti – percussioni
- Amedeo Bianchi – sax
- Aida Cooper – cori